# Encya sikorae
Encya sikorae är en skalbaggsart som beskrevs av Brenske 1891. Encya sikorae ingår i släktet Encya och familjen Melolonthidae. Inga underarter finns listade i Catalogue of Life.